# 盧廉若公園
盧廉若公園（葡萄牙語：Jardim de Lou Lim Ioc，古稱娛園；又稱盧家花園或盧九花園；簡稱盧園），是澳門頗具蘇州獅子林風格的園林，花園的歷史價值已為澳門政府所評定。是港澳地區唯一具有蘇州園林風韻的名園。此園曾被稱為是澳門三大名園之一；1992年，更被評為澳門八景之一。

## 歷史
1906年商人卢九建成一苏州园林为其寓所的一部分。1974年被澳門政府改为公园。
與江蘇省蘇州獅子林在2023年6月30日締結為姊妹園，加強兩地各種形式合作。市政署與蘇州市園林和綠化管理局在7月7日舉行「締結連心——蘇州獅子林與盧廉若公園展覽」，介紹兩地公園的建造歷史及園林設計。

## 設施
- 澳門茶文化館

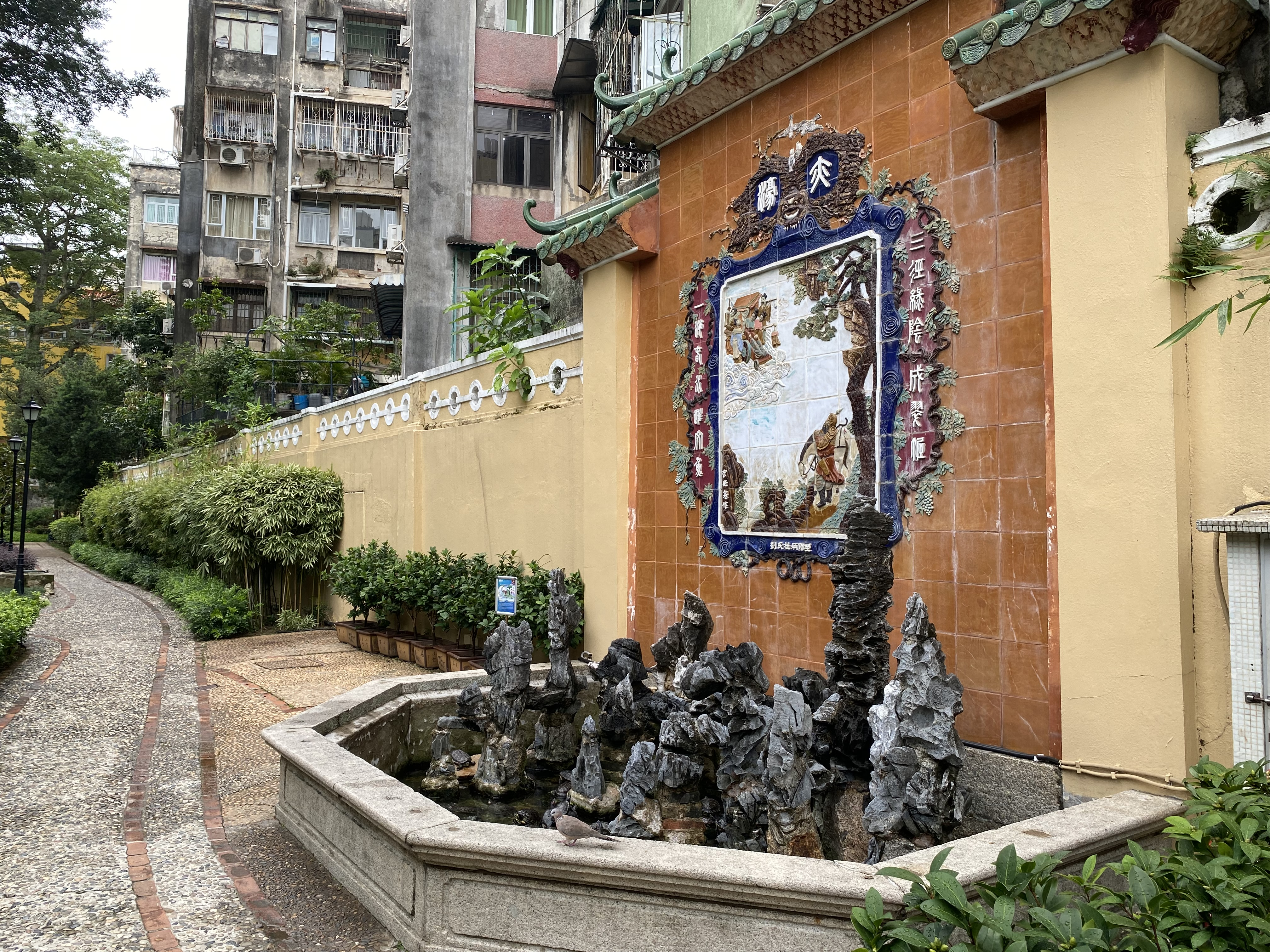
浮雕展示品

澳門茶文化館建築面積1,076平方米，連地庫共有三層。一樓主要展示大量珍貴的茶文化遺產，諸如茶詩、茶聯、茶畫、茶樓、茶莊、茶社、茶館、茶亭、茶商、茶人、茶藝以及茶俗等。二樓則為供客人品茗的地方。
- “養心堂”展覽館
- “春草堂”展覽館

## 園內景色

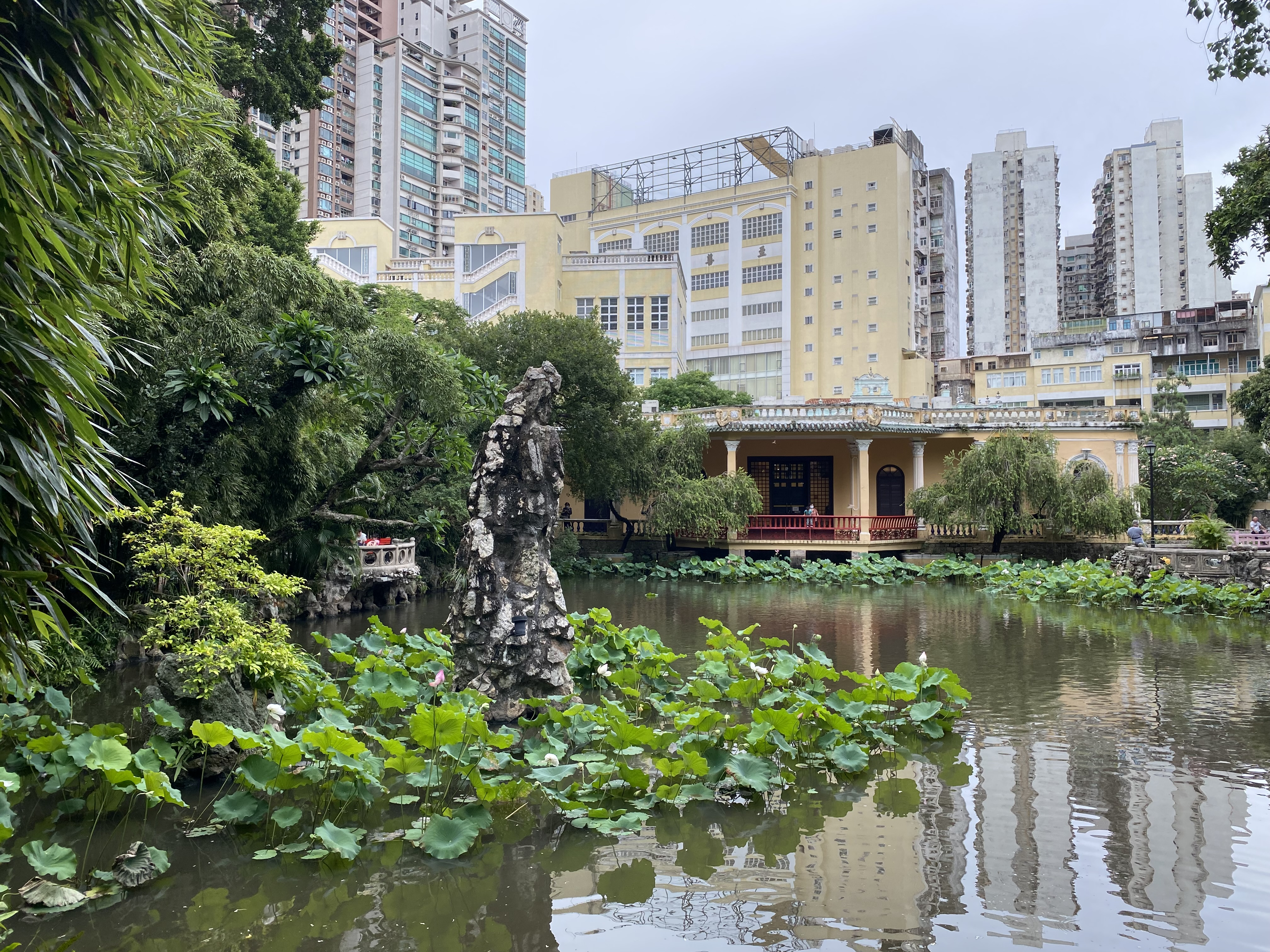
園內池溏
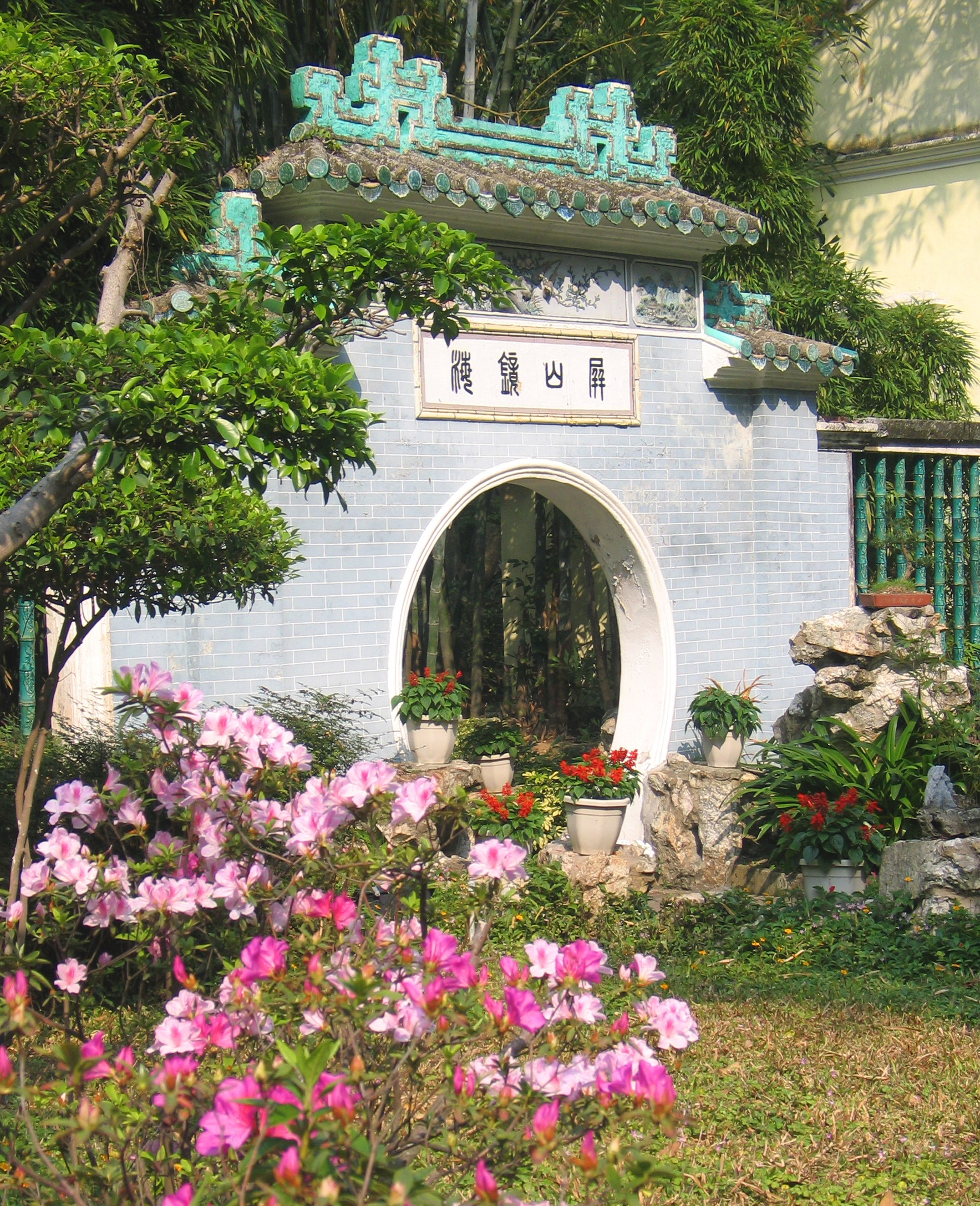
正門後的屏風
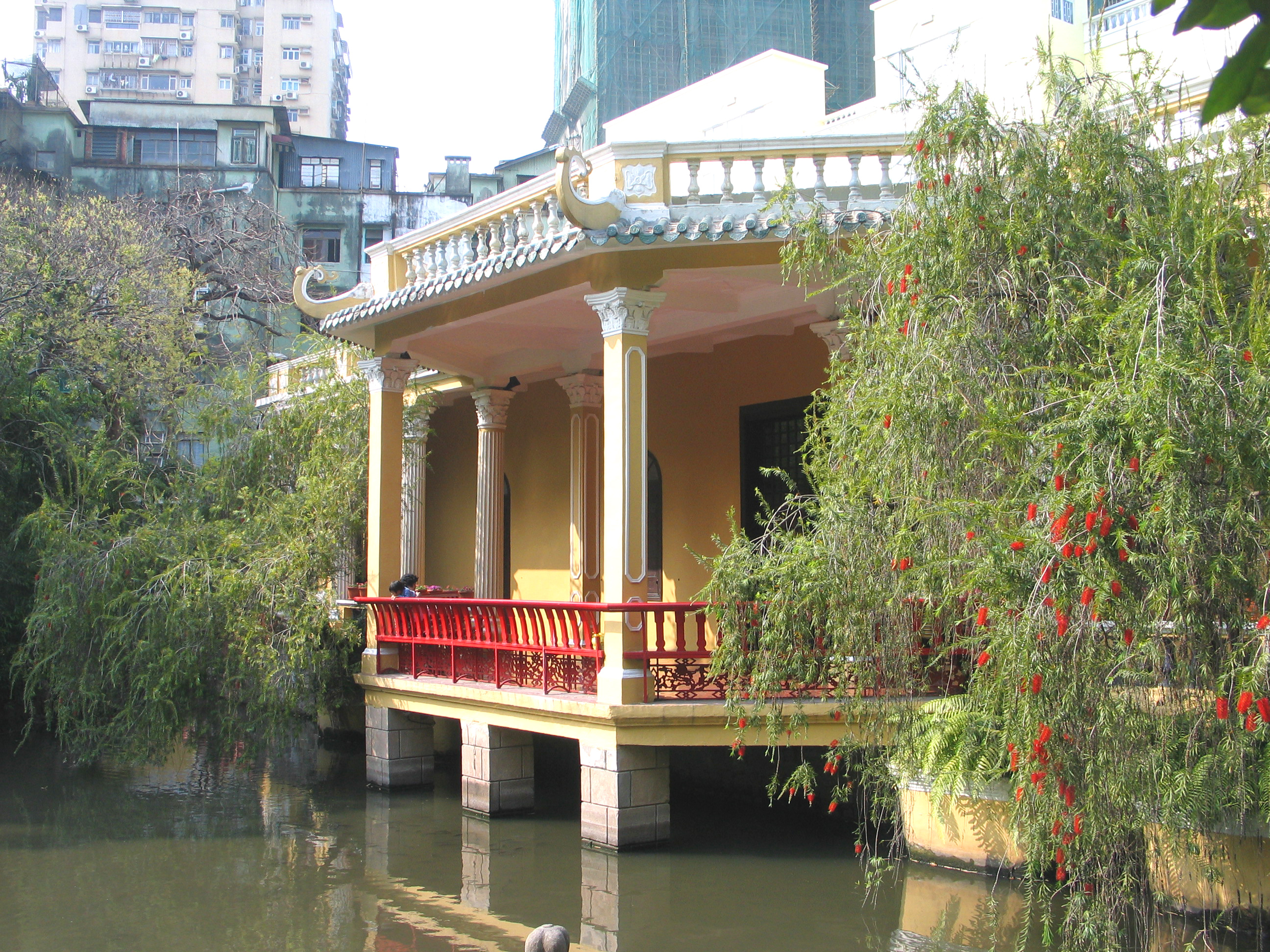
園內的“春草堂”
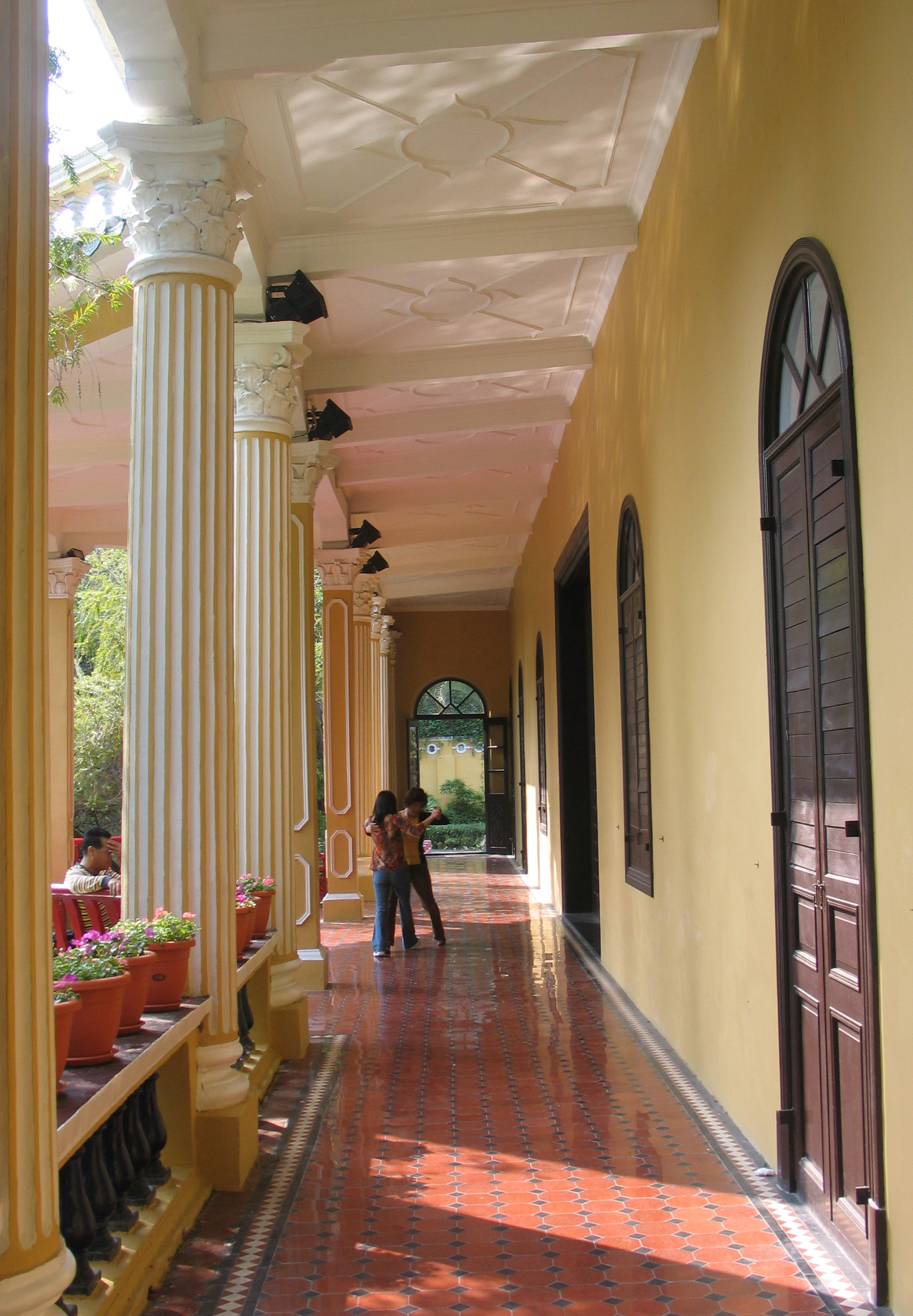
“春草堂”前的長廊
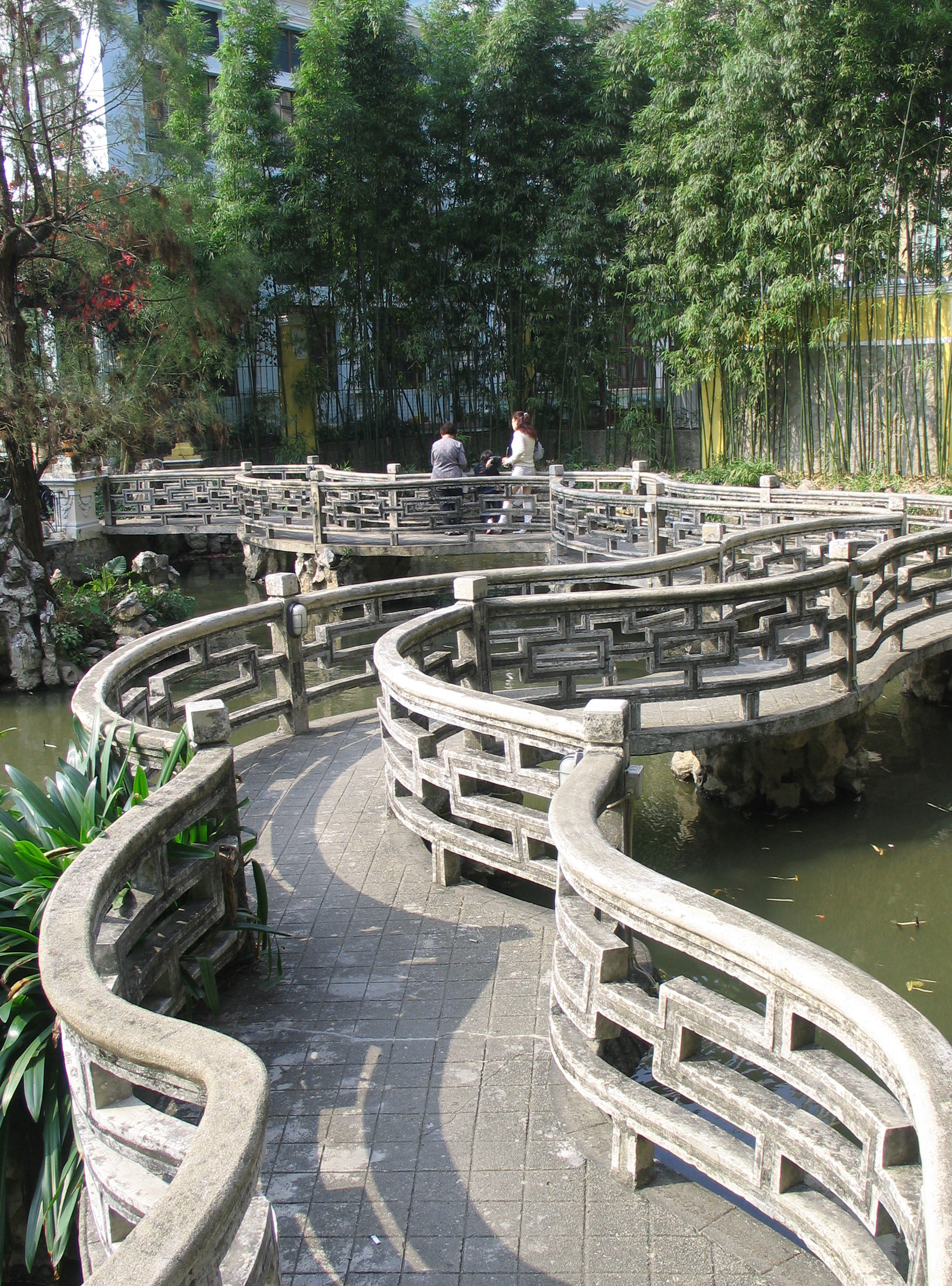
園內池溏上的九曲橋
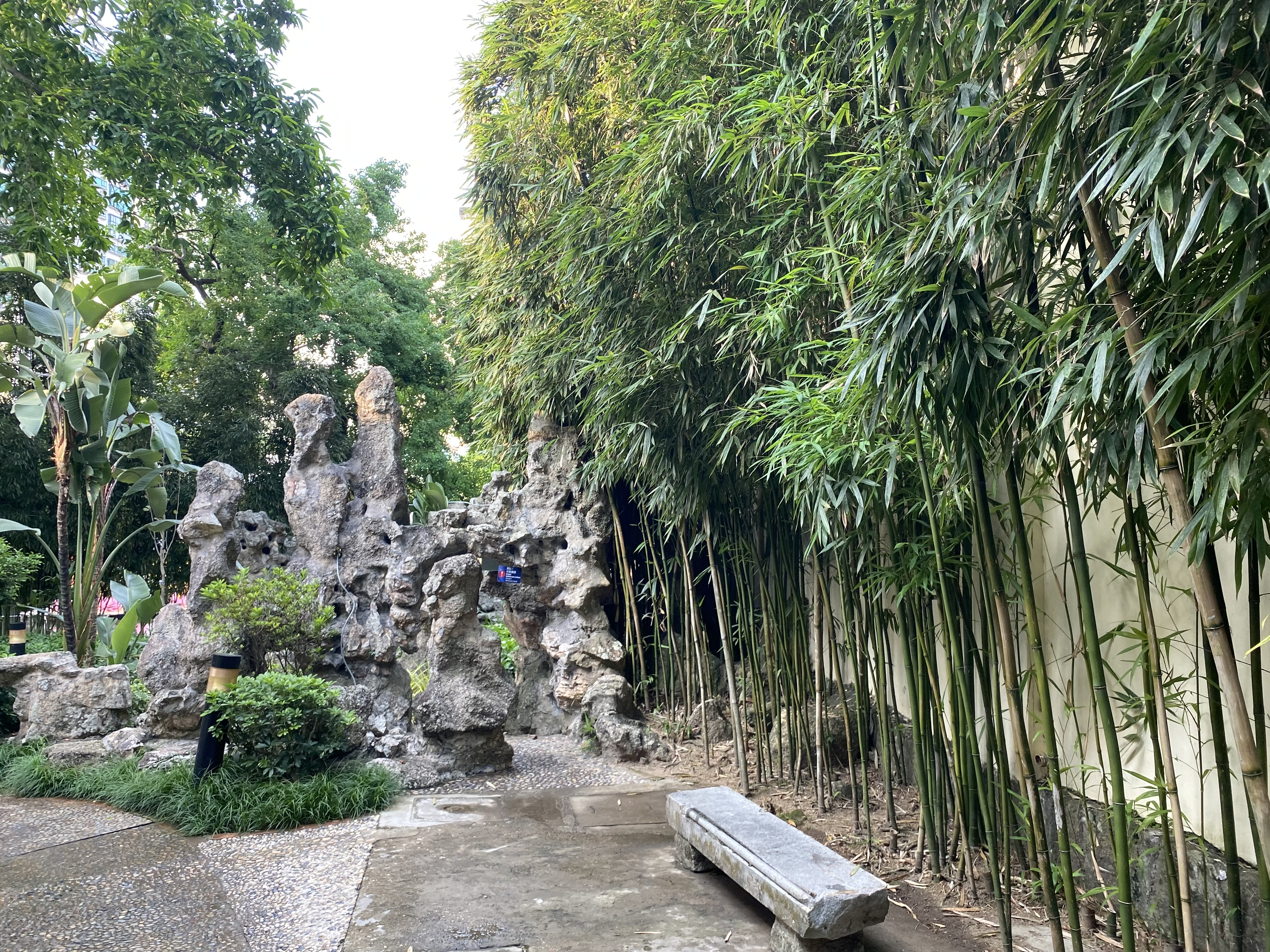
石山和竹林

## 曾於公園取景的影視作品
- 《十大刺客》
- 《紅樓春上春》
- 《愛情與小腳趾（英语：Amor e Dedinhos de Pé）》
- 《香港無線電視農曆新年台徽》

## 鄰近公共運輸站
M76 盧廉若公園（Jardim Lou Lim Ioc）
路線：2、2A、5、9、9A、12、16、16S、22、25、25B、28C、N2
M77 羅利老馬路（Adolfo Loureiro）
路線：8A